# Роберт Ходел
Роберт Хедел (Бутисхолц, Швајцарска, 22. августа 1959) је немачки слависта, компаратиста, преводилац и инострани члан од 2015. године Српске академије наука и уметности.

## Биографија
Роберт Ходел је немачки слависта, компаратиста и преводилац, рођен 1959. године у Бутисхолцу, Швајцарска. Основне студије славистике, филозофије и етнологије студирао је у Берну, Санкт Петербургу (1985‒1986), Новом Саду (1987‒1988), Дубровнику и Прагу (1994-1995).
Магистрирао је са тезом о сказу код Николаја Љескова и Драгослава Михаиловића. Докторирао је на прози Андреја Платонова на Универзитету у Берну (1992).
Преводио је дела Момчила Настасијевића, Драгослава Михаиловића и више савремених српских песника на немачки језик. Ходел је објавио низ научних радова, монографија, приказа, антологија и компаратистичких прилога о српским и руским писцима.
Од 1997. професор је на Институту за славистику Универзитета у Хамбургу.
Члан је научног друштва „Лајбниц“ из Берлина, инострани члан Српске академије наука и уметности и почасни члан Српског књижевног друштва. Сарадник је више међународних славистичких часописа, међу њима и часописа Летопис Матице српске и Зборник Матице српске за књижевност и језик.

### Чланство у САНУ
За иностраног члана Српске академије наука и уметности изабран је 2015. године. Члан је Одељења језика и књижевности САНУ.

## Награде и признања
- Награда „Петрополʼ“ (Петрополь), Санкт Петербург (2015).[1] за Антологију Vor dem Fenster unten sind Volk und Macht.[4]

## Дела
- Речи од мрамора (2018.)